# Keibol Black
Keibol Black fue una tira de prensa creada en 1987 por Miguel Ángel Martín para "La Crónica de León". En esta obra primeriza aparecen ya la mayoría de referentes del autor: Cine de serie B y de David Cronenberg, parafernalia sadomasoquista gay, violencia explícita, etc.

## Trayectoria editorial
Keibol Black fue sustituida por Kyrie, nuevo europeo debido a su violencia, pero ya en 1988 se editó un álbum con cuatro de las primeras aventuras del personaje.
En 1992 Camaleón Ediciones empezó a recopilarla en forma de comic books, pero solo produjo dos, siendo finalmente La Factoría de Ideas la que la recopiló completa en cuatro álbumes en 1996.